# 位相的弦理論
理論物理学では、位相的弦理論（いそうてきげんりろん、英: topological string theory）は弦理論の単純化されたバージョンである。位相的弦理論の作用素は、ある個数の超対称性を保存する（物理的に）完全な弦理論の作用素の代数を表わす。位相的弦理論は通常の弦理論の世界面を位相的にツイストすることで得られる。ツイストされると、作用素は異なるスピンを与えられる．この操作は関連する概念である位相場理論の構成の類似物である．結局、位相的弦理論は局所的な自由度を持たない。
位相的弦理論には2つの主要なバージョンがあり、ひとつは位相的A-モデルであり、もうひとつは位相的B-モデルである。一般的に位相的弦理論の計算の結果は、完全な弦理論の時空の量の中の超対称性により保存される値、正則な量をエンコードしている．位相弦の様々な計算はチャーン・サイモンズ理論、グロモフ・ウィッテン不変量、ミラー対称性、ラングランズプログラムやその他、多くのトピックに密接に関連している。
位相的弦理論は、エドワード・ウィッテンやカムラン・ヴァッファなどの物理学者により確立され研究されている。

## 許容される時空
弦理論の基本弦は2-次元曲面である。N = (1,1) シグマモデルとして知られている量子場理論はそれぞれの曲面の上で定義される。この理論は曲面から超多様体への写像からなる。物理的には、超多様体は時空と解釈され、各々の写像は時空の中の弦の埋め込みと解釈される。
空間のみの時空だけが位相弦を許容する。古典的には、理論が加える超対称性のペアを満たすような時空を選択する必要があるので、実際は N = (2,2) シグマモデルとなる。このことは時空がケーラー多様体であり、H-フラックスがゼロと同一視される場合の例である。しかし、一般的な場合では対象空間が一般化されたケーラー多様体のときには、H-フラックスは非自明となる。
今まで、空間だけを背景として通常の弦を記述してきた。これらの弦は決してトポロジカルではない。これらを位相的弦理論とするためには、シグマモデルを1988年にエドワード・ウィッテンが考案した位相的ツイストと呼ばれる過程を通して変形する必要がある。重要な見方として、これらの理論はR-対称性として知られている 2つの U(1) 対称性を持っていることで、ローレンツ対称性を回転対称性とR-対称性を組み合わせた変形である。2つのR-対称性のどちらかを使い、2つの異なる理論であるA-モデルとB-モデルとを導くことができる。このツイストの操作の後に、理論の作用がBRST完全となり、結果として理論が力学を持たなくなるが、代って全ての観測量が構成のトポロジーのみに依存する。そのような理論のことを位相的弦理論という。
古典力学的にはこの操作（ツイスト）の過程はいつでも可能であるが、量子力学的には U(1) 対称性がアノマリーとなるかもしれない。この場合にはツイストはできない。例えば、H = 0 でケーラーの場合には、A-モデルを導くツイストはいつも可能であるが、B-モデルを導くには時空の第一チャーン類がゼロのときにのみ可能である。このことは時空がカラビ・ヤウであることを意味する．さらに一般的には、(2,2) 理論は2つの複素構造を持っていて、B-モデルは随伴バンドルの第一チャーン類の和がゼロとなるときに存在し、他方、A-モデルはチャーン類の差がゼロの時に存在する。ケーラー多様体の場合には、2つの複素構造が同じであり、従って（チャーン類の）差はいつもゼロであるので、A-モデルはいつも存在する。
時空が一般化されたケーラーであるから次元の数は偶数である以外には制限はない。しかしながら球面ではない世界面を持つ全ての相関函数は、時空の複素次元が3でない限りゼロとなるので、複素次元が3である時空が最も興味深い。このことは現象論にとっても幸運なことで、現象論的なモデルでも複素次元が3の空間へコンパクト化された物理的な弦理論をしばしば使う。たとえ同一の空間の上であっても位相的弦理論は物理的弦理論に等価ではないが、ある超対称性を持つ量は2つの理論で一致する。

## 対象

### A-モデル
位相的A-モデルは実次元が6である一般化されたケーラー時空である対象空間から来る。時空がケーラーである場合には、理論は2つの対象を記述する。実次元が2の正則曲線に巻きつく基本弦が存在する。これらの弦の散乱振幅は時空のケーラー形式に依存し、複素構造には依存しない。古典的にはこれらの相関函数はコホモロジー環によって決定される。グロモフ・ウィッテン不変量というこれらを補正する量子力学的なインスタントン効果が存在して、量子コホモロジー環と呼ばれる変形されたコホモロジーのカップ積を意味する。閉じた弦のA-モデル位相的弦理論はケーラー重力として知られていて、ミカエル・バーシャドスキーとウラジミール・サドフにより Theory of Kahler Gravity で導入された。
加えて、時空のラグランジアン部分多様体を巻くD2-ブレーンが存在する。これらは時空の次元の半分の次元の部分多様体で、部分多様体へのケーラー形式の引き戻し(pull back)はゼロとなるような部分多様体である。N 個のD2-ブレーンの上の世界体積理論は、A-モデルの開弦の位相的弦理論であり、U(N) チャーン・サイモンズ理論である。
位相弦の基本弦はD2-ブレーンに終端を持つ。弦の埋め込みがケーラー形式に依存することに対し、ブレーンの埋め込みは完全に複素構造に依存する。特に、弦がブレーンの上に終端を持つと、交叉はいつでも直交し、ケーラー形式のウェッジ積と正則 3-形式はゼロとなる。物理的な弦では、このことは構成の安定に必要であるが、位相弦の場合はケーラー多様体上のラグラジアンサイクルと正則サイクルの性質である。
ラグラジアン部分多様体である（元の多様体の次元の）半分の次元を持つ部分多様体以外に、コイソトロピック と呼ばれるブレーンが様々な次元に存在しているかもしれない。アントン・カプスチンとドミトリィ・オルロフは Remarks on A-Branes, Mirror Symmetry, and the Fukaya Category の中で、このことを最初に指摘した。

### B-モデル
B-モデルも基本弦を持っているが、散乱振幅は完全に複素構造に依存していて、ケーラー構造とは独立である。特に、それらへは世界面のインスタントン効果は影響しないので、しばしば計算が厳密にできる。従ってミラー対称性はB-モデルをA-モデルの確率振幅に関係づけ、グロモフ・ウィッテン不変量を計算することが可能となる。B-モデルの閉弦の位相的弦理論は小平・スペンサー重力理論として知られていて、この理論は、ミカエル・バーシャドスキー、セルジオ・チェコッティ、大栗博司、カムラン・ヴァッファにより Kodaira–Spencer Theory of Gravity and Exact Results for Quantum String Amplitudes で提出された。
B-モデルはまた、D(-1)、D1、D3 と D5-ブレーンからも来て、それらはそれぞれ正則 0、2、4 と 6-次元部分多様体に巻きついている。6-次元部分多様体は時空の連結な成分である。D5-ブレーン上の理論は正則チャーン・サイモンズ理論として知られている。ラグラジアン密度は正則 (3,0)-形式を持つ通常のチャーン・サイモンズ理論のラグラジアン密度のウェッジ積であり、カラビ・ヤウの場合には存在している。理論の低次元ブレーンのラグラジアン密度は次元簡約により正則チャーン・サイモンズ理論から得ることができるかもしれない。

### 位相的M-理論
位相的M-理論は、7-次元時空を考えるのであるが、位相弦を含んでいないので、位相的弦理論とは言えない。しかしながら、6-次元多様体の上のサークルバンドル（S1バンドル)の上の位相的M-理論は、6-次元多様体上に位相的A-モデルに等価であろうと予想されている。
特に、A-モデルのD2-ブレーンはサークルバンドル退化、より正確に言うとカルツァ＝クラインモノポールの点へ持ち上がる。A-モデルの基本弦は位相的M-理論ではM2-ブレーンと名付けられたメンブレーンにリフトする。
特別に興味の持たれている場合は、G2 ホロノミーとカラビ・ヤウ空間の上の A-モデルを持つ空間の位相的M-理論である。この場合には、M2-ブレーンはアソシアティブ 3-サイクルに巻きつく。厳密に言うと、位相的 M-理論予想はこの脈絡だけなされるのであるが、ナイジェル・ヒッチンが The Geometry of Three-Forms in Six and Seven Dimensions と Stable Forms and Special Metrics で導入した（汎）函数が低エネルギー有効作用の候補を提供している。
これらの函数は ヒッチン汎函数 と呼ばれ、位相弦はヒッチンの一般複素構造やヒッチン系やADHM構成などのアイデアと密接な関係を持っている。

## 観測量

### 位相的ツイスト
2-次元の世界面の理論は、N = (2,2) 超対称性を持つシグマモデルであり、ここの (2,2) 超対称性はスーパーチャージと呼ばれる超対称性代数のフェルミオン生成子が集まって一つのディラックスピノルとなる。ディラックスピノルとは各々のカイラリティで2つのマヨラナ・ワイルスピノルから形成されるスピノルをいう。このシグマモデルは位相的にツイストされていて、位相的ツイストの意味は、超対称性代数の中に現れるローレンツ対称性の生成子が同時に物理的時空を回転させ、またR-対称性の一つの作用を通してフェルミオンの方向を回転させることを意味する。2-次元 N = (2,2) の場の理論の R-対称性群は U(1) × U(1) で、異なる回転因子によりA-モデルとB-モデルをそれぞれツイストすることを意味する。位相弦の理論の位相的にツイストされた構成は、エドワード・ウィッテンにより1988年の論文 Topological Sigma Models により導入された。

### 相関項は何に依存しているのか？
ストレス・エネルギーテンソルはスーパーチャージと他の場の反交換子として書くことができるかもしれないので、位相的ツイストは位相的理論を導くことになる。ストレス・エネルギーテンソルは計量テンソルの上の作用の独立性を測るので、Q-不変作用素の全ての相関函数の計量独立であることを意味する。この意味で理論がトポロジカルとなる。
さらに一般的には、作用の中のD-項は超空間の全てを渡る積分として表されるような項であるが、スーパーチャージの反交換子であり、従って位相的な観測量には影響しない。さらに一般的なことをいうと、B-モデルにはフェルミオン {\displaystyle {\overline {\theta }}^{\pm }} 座標上の積分として書けるどのような項も寄与しなく、一方、A-モデルでは {\displaystyle \theta ^{-}} もしくは {\displaystyle {\overline {\theta }}^{+}} の上の積分であるいかなる項も寄与しない。このことは、A-モデルの観測量はスーパーポテンシャルとは独立であるが（これはまさに {\displaystyle {\overline {\theta }}^{\pm }} の上の積分として書くことができる）、しかしツイストされたスーパーポテンシャルを正則に依存する。B-モデルに対してはその逆である。

## 双対性

### 位相的弦理論の間の双対性
多くの双対性が上記の理論を関係付ける。2つのミラー多様体であるA-モデルとB-モデルは、ミラー対称性によって関連付けられていて、3-次元トーラス上のT-双対として記述される。同一の多様体の上のA-モデルとB-モデルはS-双対によって関連付けられていると予想されている。S-双対はNS5ブレーンの類似でNS-ブレーンと呼ばれる新しいいくつかのブレーンの存在を意味していて、ミラーの相手側の理論ではなく元の理論の中の同じサイクルに巻きつく。また、A-モデルの組み合わせとB-モデルとB-モデルの共役の和は、次元簡約の一種によって位相的M-理論に関連している。そこではA-モデルとB-モデルの自由度は同時には観測量として現れることはないが、量子力学の位置と運動量の間の関係と同じ関係を持っている。

#### 正則アノマリー
低エネルギー有効作用はヒッチンの定式化によって記述されると記載されるので、B-モデルとB-モデルの共役の和は上記の双対性に現れる。このことがB-モデルが正則アノマリーを持っている理由で、正則アノマリーは複素数的な量が古典的には正則に依存していたが、反正則的な量子補正も受けることを意味する。Quantum Background Independence in String Theory でエドワード・ウィッテンは次のように議論している。この構造は複素構造の空間を幾何学的量子化を見つけた構造と同じ構造であると。一度この空間が量子化されると、半分の次元のみ同時に計算できるので、自由度は半分となる。半分となることは選択に依存していて、これを真空偏極という。共役モデルは自由度が失われたことを意味するので、B-モデルとB-モデルの共役とのテンソル積を取ると、全ての失われた自由度を回復して、真空偏極の任意の選択への依存性も取り除く。

### 幾何学的な遷移
D-ブレーンを持つ構成を関連付ける多くの双対性があって、開弦によって記述することができ、D-ブレーンとフラックスに置き換えたD-ブレーンやブレーンを失った地平線近くの幾何学で幾何学を置き換えたD-ブレーンとの双対性がある。後者は閉弦により記述される。
おそらく、そのような双対性の第一番目はゴパクマール・バッファの双対性で、レジェシュ・ゴパクマールとカムラン・ヴァッファにより On the Gauge Theory/Geometry Correspondence で導入された。ゴパクマール・バッファの双対性は変形されたコニフォールド上のA-モデルないの3-球面(3-sphere)の上の N 個の D2-ブレーンのスタックを、弦理論の結合定数に N をかけたものに等しいB-場を持つ（特異点の）解消されたコニフォールドの上のA-モデル上の閉弦理論へ関係付ける。A-モデルの開弦の理論は U(N) チャーン・サイモンズ理論により記述され、一方、A-モデルの閉弦理論はケーラー重力により記述される。
コニフォールドは（特異点が）解消されていると言ったが、ブローアップした2-球面(2-sphere)の領域はゼロで、B-場しかない。B
-場は領域の複素数部分であると考えられ、消えはしない。事実、チャーン・サイモンズ理論が位相的であるように、変形された3-球面(3-sphere)の体積をゼロへ縮めると、双対理論の中のように同じ幾何学に到達する。
この双対のミラー双対は、もうひとつ別の双対であり、解消されたコニフォールドの中の2-サイクルに巻きつくブレーン上のB-モデルの中の開弦を、変形されたコニフォールド上のB-モデルの中の閉弦に関連付ける。B-モデルの開弦は、開弦が終端を持つブレーン上の正則チャーン・サイモンズ理論の次元簡約によって記述され、一方、B-モデルの閉弦は小平・スペンサー重力により記述される。

### 他の理論との双対性

#### 結晶融解、量子の泡、U(1)ゲージ理論
論文 Quantum Calabi-Yau and Classical Crystals で、アンドレイ・オクンコフ、ニコライ・レシェーツキン、カムラン・ヴァッファは、量子A-モデルが弦の結合定数の逆数に相当する温度で古典的な融解する結晶の双対であるとの予想を提出した。この予想は、Quantum Foam and Topological Strings の中でアメール・イクバル、ニキータ・ネクラソフ、アンドレイ・オクンコフ、カムラン・バッファによりさらに理解された。彼らは融解する結晶構成の状態和は弦の結合定数と α'の積のオーダーの面積を持つ小さな領域でサポートされる時空のトポロジーの中の変形を渡る経路積分に等価であろうと予想した。
多くの小さな泡で満たされた時空を持つという構成は1964年のジョン・ホイーラーまで遡るが、詳細が恐ろしく困難なので弦理論にはめったに現れなかった。しかしこの双対性の中で、筆者たちは位相的にツイストされた U(1) ゲージ理論の慣れたことばで量子の泡の力学を語ることが可能となり、そこでの場の強さはA-モデルのケーラー形式に線型な関係を持っている。特に、これが示唆していることは、A-モデルのケーラー形式は量子化されるべきということである。

## 応用
A-モデル位相的弦理論の振幅は、4-次元と5-次元のN=2超対称性理論のプレポテンシャルの計算に使われる。フラックスやブレーンを持つ位相的B-モデルの振幅は4-次元の N=1 超対称性ゲージ理論の中のスーパーポテンシャルの計算に使う。摂動的なA-モデルの計算もまた、5-次元の回転を持つブラックホールのBPS状態を数える。